# Fonologie švédštiny
Fonologie švédštiny popisuje výslovnost a funkce jednotlivých hlásek používaných ve švédštině.
Švédština se vyznačuje poměrně velkým inventářem samohlásek – 9 samohlásek se liší kvalitou a jistým stupněm kvantity (délky), celkem má jazyk 17 samohláskových fonémů, všechny z nich jsou monoftongy. Nejběžnější realizace fonému /ɧ/ jako neznělá palatovelární frikativa nebyla popsána v žádném jiném existujícím světovém jazyku. Švédská výslovnost souhlásek je podobná jako ve většině ostatních germánských jazycích.

## Standardní výslovnost
Na rozdíl od situace v dánštině nebo finštině nelze říci, že existuje zcela jednotná celonárodní mluvená standardní švédština. Místo toho existují 3 regionální standardní variety (prestižní dialekty), kterými se hovoří v příslušných oblastech:
- Centrální standardní švédština
- Finská švédština
- Jižní standardní švédština

Nejnápadnější rozdíly ve výslovnosti standardní švédštiny se projevují v prozódii. Vyskytují se však i významné rozdíly realizaci určitých fonémů a asimilací:
| Charakteristika                               | Finská švédština Standard | Centrální švédština Standard              | Jižní švédština Standard |
| --------------------------------------------- | ------------------------- | ----------------------------------------- | ------------------------ |
| /r/                                           | [r]                       | [r ~ ʐ ~ ɹ ~ ɾ]                           | [ʀ ~ ʁ]                  |
| [r]-asimilace                                 | [ʂ], [ʈ], [ɖ], [ɭ], [ɳ]   | [ʂ], [ʈ], [ɖ], [ɭ], [ɳ]                   | -                        |
| /ɧ/ („sje“) [počáteční] /ɧ/ („sje“) [koncové] | [ɕ]                       | \| [ɧ ~ ɧʷ] \| [ɧ ~ ɧʷ] [ʂ] \| [x ~ χ] \| | [ɧʷ]                     |
| /ɕ/ ("tje")                                   | [ʨ]                       | [ɕ]                                       | [ɕ ~ ç]                  |
| diftongy                                      | -                         | zavírané                                  | otvírané                 |
| [ɧ ~ ɧʷ]                                      | [ɧ ~ ɧʷ] [ʂ]              | [x ~ χ]                                   |                          |

## Samohlásky
Všechny zvukové ukázky byly namluveny mužem ve věku 25 let ve varietě centrální standardní švédštiny, kterou se hovoří v okolí Stockholmu.

Samohláskové fonémy centrální standardní švédštiny

Jako mnoho dalších germánských jazyků má švédština dlouhé a krátké samohlásky. Délka má určitý vztah ke kvalitě samohlásek a je také určitý rozdíl v místě artikulace mezi krátkými a dlouhými samohláskami. Nepřízvučné samohlásky jsou vždy krátké. Švédština je jediný germánský jazyk, který (s výjimkou některých nářečí) nemá dvojhlásky (diftongy). Vyskytovat se mohou pouze v některých přejatých slovech jako např. Europa, paus.

### Dlouhé samohlásky
| Foném (IPA) | Zvuková ukázka, fonemická transkripce a překlad |
| ----------- | ----------------------------------------------- |
| i           | ukázka sil, /siːl/, „síto“                      |
| y           | ukázka syl, /syːl/, „šídlo“                     |
| ʉ           | ukázka ful, /fʉːl/, „ošklivý“                   |
| e           | ukázka hel, /heːl/, „celý“                      |
| ɛ           | ukázka häl, /hɛːl/, „pata“                      |
| ɑ           | ukázka mat, /mɑːt/, „jídlo“                     |
| ø           | ukázka nöt, /nøːt/, „ořech“                     |
| u           | ukázka bot, /buːt/, „pokání“                    |
| o           | ukázka mål, /moːl/, „cíl“                       |

/ɛː/ a /øː/ jsou nižší (otevřenější) před /r/, /l/, alveolárními souhláskami nebo jejich retroflexními protějšky. V mnoha varietách standardní švédštiny zejména mladí lidé stále více vyslovují [œ̞] i v jiném kontextu. Slova jako fördömande („odsouzení“) a fördummande („?“) se často vyslovují velmi podobně, pokud ne stejně.
ära: /ɛːra/; [æːra]; („pocta“) [ɛː] → [æː]  ukázka
öra: /øːra/; [œ̞ːra]; („ucho“) [øː] → [œ̞ː]  ukázka

### Krátké samohlásky
| Foném (IPA) | Zvuková ukázka, fonemická transkripce a překlad |
| ----------- | ----------------------------------------------- |
| ɪ           | ukázka sill, /sɪl/, „sleď“                      |
| ʏ           | ukázka syll, /sʏl/, „spací vagón“               |
| ɵ           | ukázka full, /fɵl/, „plný“                      |
| œ           | ukázka nött, /nœt/, „nošen“                     |
| ɛ           | ukázka häll, /hɛl/, „plochý balvan“             |
| a           | ukázka matt, /mat/, „slabý“                     |
| ɔ           | ukázka moll, /mɔl/, „moll“ (v hudbě)            |
| ʊ           | ukázka bott, /bʊt/, „bydlel“                    |

Jako u dlouhých samohlásek i krátké mají podobné alofonní tendence, pokud předcházejí alveolární souhlásky. Avšak krátké /œ/ má tendenci splývat s /ɵ/.
dörr: „dveře“ [œ] → œ̞]  ukázka
ärt: „hrách“ [ɛ] → [æ]  ukázka
Nepřízvučné /ɛ/ se realizuje jako [ə], tj. jako schwa. Tento rys se běžný v mnoha varietách švédštiny.
begå: „spáchat“; [bəˈgoː]  ukázka

## Souhlásky
Tabulka ukazuje švédské souhláskové fonémy a rozsah jejich realizací v mluvené standardní švédštině.
|             | Bilabiály | Bilabiály | Labiodentály | Labiodentály | Alveoláry | Alveoláry | Alveoláry | Alveoláry | Palatály | Palatály | Veláry | Veláry | Glotály |
| Plozivy     | p         | b         |              |              | t         | d         |           |           |          |          | k      | g      |         |
| Aproximanty |           | b         |              | v            |           | d         | l         | r         |          | j        |        | g      | h       |
| Frikativy   |           |           | f            | v            | s         | s         | s         | r         | ɕ        | j        | ɧ      | ɧ      |         |
| Vibranty    |           |           |              |              |           |           |           | r         |          |          |        |        |         |
| Nazály      | m         | m         |              |              | n         | n         | n         |           |          |          | ŋ      | ŋ      |         |

### Plozivy
| Foném (IPA) | Zvuková ukázka, fonemická transkripce a překlad |
| ----------- | ----------------------------------------------- |
| p           | ukázka pol, /puːl/, „pól“                       |
| b           | ukázka bok, /buːk/, „kniha“                     |
| t           | ukázka tok, /tuːk/, „blázen“                    |
| d           | ukázka dop, /duːp/, „křtiny“                    |
| k           | ukázka kon, /kuːn/, „kužel“                     |
| g           | ukázka god, /guːd/, „dobrý“                     |

Počáteční /p, t, k/ jsou v mnoha varietách aspirovány, pokud však před nimi nestojí /s/, tedy ko [kʰuː] („kráva“), ale sko [skuː] („bota“).

### Frikativy
| Foném (IPA) | Zvuková ukázka, fonemická transkripce a překlad |
| ----------- | ----------------------------------------------- |
| f           | ukázka fot, /fuːt/, „noha“                      |
| v           | ukázka våt, /voːt/, „mokrý“                     |
| s           | ukázka sot, /suːt/, „saze“                      |
| ɧ           | ukázka sjok, /ɧuːk/, „pořádný kus“              |
| ɕ           | ukázka kjol, /ɕuːl/, „sukně“                    |
| j           | ukázka jord, /juːrd/, „země“                    |
| h           | ukázka hot, /huːt/, „hrozba“                    |

/ɕ/ se ve většině dialektů realizuje jako [ɕ] a příležitostně [ç], v tomto případě jde o téměř identický zvuk, jako je německý „ich-laut“. Výjimkou je finská švédština, kde se tento foném vyslovuje jako afrikáta [t͡ɕ] nebo [t͡ʃ].
Frikativa /ɧ/, známá jako tzv. „sje-ljud“, který je ve švédštině jedinečný, má ve standardní švédštině velmi variabilní škálu realizací. Nejběžnější je realizace nazývaná neznělá palatovelární frikativa. Realizace lze rozdělit do tří oblastí, podle toho jak je mluvčí používají:
- „Temné zvuky“ – [ɧ] a [x], nejvíce používané v jihošvédském standardu. V některých oblastech, kde žije velké procento přistěhovalců, se foném realizuje jako neznělá uvulární frikativa [χ].
- „Jasné zvuky“ – [ʂ], používané v severních varietách, a [ʃ] nebo [ɕ] (nebo něco mezi) ve finské švédštině.
- Kombinace „jasných“ a „temných“ – temnější zvuky se používají na začátku morfémů před přízvučnými samohláskami (sjuk, station), zatímco jasnější zvuky jsou před nepřízvučnými samohláskami a na konci morfémů (bagage, dusch).

### Realizace /r/ a retroflexní souhlásky
| Foném (IPA) | Zvuková ukázka, fonemická transkripce a překlad |
| ----------- | ----------------------------------------------- |
| r           | ukázka rov, /ruːv/, „kořist“                    |

/r/ má ve standardní švédštině mnoho různých variací. Realizace jako alveolární vibranta [r] se u mnoha mluvčích objevuje jen v případě důrazného přízvuku. V jižních variantách se vyslovuje jako [ʀ]. Středošvédské /r/ je značně variabilní a mění se v závislosti na sociálním a fonotaktickém kontextu. Na počátku slov se obvykle stává frikativou [ʐ], ve skupinách souhlásek často jako [ʂ] a zvláště v centrální standardní švédštině jako aproximanta [ɹ]. Obvyklá je i realizace jako verberanta [ɾ]. Význačným rysem jihošvédských nářečí je výslovnost /r/ jako uvulární vibranta [ʀ] nebo uvulární frikativa [ʁ].
Ve většině variet švédštiny, které používají alveolární /r/ (obzvláště centrální, severní a finské formy), kombinace /r/ s alveolárními souhláskami (/t, d, n, l, s/) vytváří retroflexní realizace, které se obvykle popisují jako alofony, jež jsou výsledkem asimilace, než jako zvláštní fonémy. Takže /kɑːrta/ („mapa“) se realizuje jako [kʰɑːʈa], /nuːrd/ („sever“) jako [nuːɖ], /vɛːnern/ (jezero Vänern) jako [vɛːnəɳ], /kɑːrlsta/ jako [kʰɑːɭ.sta] (město Karlstad) a /fɛrsk/ („čerstvý“) jako [fæʂːk]. Tento proces se často neomezuje ani na hranicích slov, např. vi går nu („nyní odcházíme“) a vi går till sta'n (jdeme do města) se vysloví [vɪgoːɳʉ̟ː] a [vɪgɔʈɪstɑːn]. V jižních varietách, které používají uvulární /r/, se retroflexní realizace nevyskytují. Například /kɑːrta/ se realizuje jako [kʰaɑʁta].

### Laterály
| Foném (IPA) | Zvuková ukázka, fonemická transkripce a překlad |
| ----------- | ----------------------------------------------- |
| l           | ukázka lov, /loːv/, „prázdniny“                 |

Různé variace /l/ nejsou běžné, ačkoliv existují určité alofony na severu a v oblasti Värmlandu, a to jako retroflexní verberanta [ɽ].

### Nazály
| Foném (IPA) | Zvuková ukázka, fonemická transkripce a překlad |
| ----------- | ----------------------------------------------- |
| m           | ukázka mod, /muːd/, „odvaha“                    |
| n           | ukázka nod, /nuːd/, „uzel“                      |
| ŋ           | ukázka lång, /lɔŋ/, „dlouhý“                    |

Po /f/ nebo /v/, se /m/ realizuje jako labiodentální [ɱ], např. /kamfεr/ ("kafr").

## Prozódie

### Komplementarita délky
Ve švédštině jsou přízvučné slabiky vždy dlouhé. Pokud je vokalické jádro slabiky krátké, dochází k prodloužení následující souhlásky. Dlouhé souhlásky se však (na rozdíl od samohlásek) nepovažují za samostatné fonémy, délka souhlásky je komplementární k délce předcházející samohlásky a nepovažuje se za distinktivní rys. Dlouze se vyslovuje souhláska, která je v písmu zdvojená, nebo první ze skupiny souhlásek na konci přízvučné slabiky. Přízvučné slabiky jsou vždy dlouhé. Buď je dlouhá samohláska následována krátkou nebo žádnou souhláskou, nebo po krátké samohlásce následuje dlouhá souhláska. Jiné kombinace nejsou možné. Příklady:
- illa [ˈɪl:a] – „špatný“ (zdvojená souhláska je dlouhá, předcházející samohláska je krátká)
- önska [ˈøn:ska] – „přát si“ (první ve skupině souhlásek je dlouhá, předcházející samohláska je krátká)
- god [ˈgu:d] – „dobrý“ (dlouhá samohláska následovaná jednou souhláskou)
- tala [ˈtɑ:la] – „mluvit“ (totéž, v otevřené slabice je dlouhá samohláska)
- ö [ˈø:] – „ostrov“ (v otevřené slabice je dlouhá samohláska)

Nepřízvučné slabiky jsou až na výjimky krátké, tj. obsahují pouze krátké samohlásky i souhlásky.
Výše popsané pravidlo komplementarity délky v přízvučných slabikách má charakter školní poučky a striktně se uplatňuje především v kultivovaných projevech. V běžném hovoru může délka hlásek kolísat.
Poznámka: Ve výše uvedených fonologických transkripcích (mezi lomítky) v přehledových tabulkách se délka souhlásek nevyznačuje, neboť tato transkripce na rozdíl od fonetické transkripce (v hranatých závorkách) neuvádí skutečnou výslovnost, ale fonémy (dlouhá souhláska není samostatný foném).

### Intonace
Pro správnou švédskou výslovnost je třeba naučit se u každého slova intonaci, která je ve švédštině dvojí. Pravidla pro použití intonace jsou komplikovaná. Intonace se může lišit v jednotlivých nářečích. 1. intonace (akutová) je klesavá, stejná jako v češtině. 2. intonace (gravisová) se vysloví tak, že přízvučná slabika se vysloví s klesající intonací, následující slabika se však vysloví vyšším tónem.
Intonací se odlišují některá homonyma, tedy různé významy slov, která se stejně píší:
- anden [ánden] – „(ta) kachna“ (od „and“) 1. intonace
- anden [ànden] – „(ten) duch“ (od „ande“) 2. intonace

 Poslechněte si ukázku.
Ačkoliv tedy najdeme minimální páry, kde má intonace povahu distinktivního rysu, existují různé názory na to, zda je možné považovat švédštinu za tónový jazyk.

### Přízvuk
Ve švédštině je přízvuk nejčastěji na první slabice slova. Přízvuk na jiné slabice se někdy označuje čárkou, která zároveň znamená i délku. To se nejčastěji týká příjmení (Linné) a slov cizího původu (idé – myšlenka).
Ve slovech domácího původu se přízvuk nachází na první slabice s výjimkou slov s nepřízvučnými předponami be–, ent–, för– a ge– (např. beskriva [beˈskriːva], popsat). Ve výpůjčkách z jiných jazyků se přízvuk nachází často na poslední nebo předposlední slabice podle původního jazyka (např. nivå [nɪˈvoː], úroveň, pochází z francouzštiny, kde se přízvuk nachází na poslední slabice).

### Fonotaktika
Jako mnoho jiných germánských jazyků má švédština tendenci k uzavřeným slabikám s relativně velkým množstvím shluků souhlásek v iniciální i finální poloze, i když ne tak složitých jako v některých slovanských jazycích (viz např. slova tvořená pouze souhláskami v češtině, kde slabičným jádrem může být slabikotvorná souhláska). Vlivem flexe a ve složeninách mohou vzniknout skupiny až 7 po sobě následujících souhlásek. Slabičná struktura ve švédštině může být popsána následujícím vzorcem:
(C)(C)(C)V(C)(C)(C)
To znamená, že jednoslabičný švédský morfém může mít až 3 souhlásky před samohláskou (jádrem slabiky) a až 3 souhlásky za ní. Například: skrämts [skrɛmːts] (příčestí minulé slovesa „zraňovat“ ve tvaru trpného rodu). Na začátku morfému se může objevit kterákoliv souhláska s výjimkou /ŋ/. Existuje však pouze 6 třísouhláskových (všechny začínající /s/) a 31 dvousouhláskovách kombinací v iniciální pozici. Ve finální pozici se může objevit kterákoliv souhláska s výjimkou /h/ and /ɕ/. Celkový počet dvousouhláskových kombinací ve finální pozici je 62. V některých případech mohou vzniknout téměř nevyslovitelné kombinace jako ve slově västkustskt ( ukázka), které se skládá z västkust („západní pobřeží“) s adjektivní příponou -sk a koncovkou středního rodu -t (tedy „západopobřežní“ – střední rod).
S výjimkou nepřízvučného /e/, které je možné vyslovovat redukovaně jako [ə], je švédština jazykem bez redukce, což je typický jev pro výslovnost nepřízvučných slabik ve většině germánských jazyků. Ve švédštině jsou nepřízvučné samohlásky sice vždy krátké, nejsou však (s uvedenou výjimkou) při výslovnosti redukovány. V koncovkách (jsou vždy nepřízvučné) připouští švédština nejvíce samohlásek, a to /a, e, ɪ, ʊ/. Má proto nejbohatší morfologii mezi kontinentálními skandinávskými jazyky, srov. šv. gator[-ʊr], stenar, saker a nor. gater, steiner, saker (ulice, kameny, věci).

## Ukázka
Následující zvuková ukázka je úryvek z bajky Severní vítr a slunce.
 Poslechněte si ukázku.

### Fonologická transkripce
/nuːrdanvɪndɛn ɔ suːlɛn tvɪstadɛ ɛn goŋ ɔm vɛm ɑv dɔm sɔm vɑr starkast. jɵst do kɔm ɛn vandrarɛ vɛːgɛn fram ɪnsveːpt ɪ ɛn varm kapa. dɔm kɔm doː øvɛrɛns ɔm at dɛn sɔm fœrst kɵndɛ fo vandrarɛn at ta ɑv sɛj kapan, han skɵlɛ anseːs vɑra starkarɛ ɛn dɛn andra. doː bloːstɛ nuːrdnvɪndɛn sɔ hoːrt han nɔnsn kɵndɛ mɛn jʉ hoːrdarɛ han bloːstɛ dɛstʊ tɛːtarɛ sveːptɛ vandrarɛn kapan ɔm sɛj ɔ tɪ slʉːt gɑv nuːrdanvɪndɛn ɵp fœrsøːkɛt. doː lɛːt suːlɛn sɪna stroːlar ɧiːna helt varmt ɔ jènast tuːg vandrarɛn ɑv sɛj kapan ɔ so vɑ nuːrdanvɪndɛn tvɵŋɛn atː eːrɕɛna at suːlɛn vɑː dɛn stàrkastɛ ɑv dɔm tvoː/

### Fonetická transkripce
[nùːɖanvɪndən ɔ suːlən tvɪ̀stadə ɛŋ goŋ ɔm vɛm ɑv dɔm sɔm vɑr stàɹkast. ʝɵst d̥o kɔm ɛn vàndɹaɹə vɛːgən fram ɪ̀nsveːpt ɪ ɛn varm kàpa. dɔm kɔm do øvəɾəns ɔm at dɛn sɔm fœ̟ʂt kɵndə fo vàndrarən at ta ɑv sɛj kàpan, han skɵlə ànseːs vɑːra stàɾkaɾə ɛn dɛn àndɾa. doː blòːstə nùːɖnvɪndən sɔ hoːʈ han nɔ̀nsɪn kɵ̀ndə mɛn ʝʉ̟ hòːɖarə han blòːstə dɛstʊ tɛ̀ːtaɾə svèːptə vàndɹaɹən kàpan ɔm sɛʝ ɔ tɪ slʉ̟ːt gɑv nùːrdanvɪndən ɵp fœ̟ʂøːkət. do lɛːt suːlɛn sɪna stɹòːlaɹ ɧʷiːna heːlt vaɹmt ɔ ʝènast tuːg vàndrarən ɑv sɛj kàpan ɔ so vɑ nùːɖanvɪndən tvɵ̀ŋən atː èːɹɕɛna at suːlən vɑː dɛn stàɹkastə ɑv dɔm tvoː]

### Ortografická verze
Nordanvinden och solen tvistade en gång om vem av dom som var starkast. Just då kom en vandrare vägen fram insvept i en varm kappa. Dom kom då överens om att den som först kunde få vandraren att ta av sej kappan, han skulle anses vara starkare än den andra. Då blåste nordanvinden så hårt han nånsin kunde, men ju hårdare han blåste desto tätare svepte vandraren kappan om sej, och till slut gav nordanvinden upp försöket. Då lät solen sina strålar skina helt varmt och genast tog vandraren av sej kappan och så var nordanvinden tvungen att erkänna att solen var den starkaste av dom två.

### Překlad
Severní vítr a slunce se jednou dohadovali, kdo z nich je silnější. Šel zrovna cestou kolem poutník oblečený v teplém kožichu. Dohodli se tedy, že ten, který jako první přiměje poutníka, aby si svlékl kabát, bude považován za silnějšího. Zafoukal tedy severní vítr tak silně, jak jen mohl, ale čím silněji foukal, tím těsněji se poutník halil do kabátu. Nakonec severní vítr svůj pokus vzdal. Pak nechalo slunce své paprsky zářit co nejtepleji a poutník si hned sundal kabát. A tak byl severní vítr nucen uznat, že slunce je z nich dvou silnější.